# John Devine (calciatore 1935)
John Hunter Devine (Auchinloch, 1º dicembre 1935 – 6 dicembre 2020) è stato un calciatore scozzese, di ruolo attaccante.

## Carriera

### Club
Dal 1953 al 1956 gioca nella seconda divisione scozzese con il Queen's Park, vincendo il campionato nella stagione 1955-1956; gioca in seguito in prima divisione fino al 1958 e poi nuovamente in seconda divisione, lasciando il club al termine della stagione 1960-1961 dopo un totale di 99 presenze e 48 gol in partite di campionato: si trasferisce infatti a Londra per lavorare come attuario (come tutti i giocatori del Queen's Park era infatti un dilettante), rifiutando anche un'offerta del club che gli avrebbe consentito di vivere a Londra ed allenarsi individualmente a patto di tornare la domenica a giocare ad Edimburgo: Devine, preferendo concentrarsi sulla sua nuova carriera, giocò invece per alcuni anni con l'Hounslow Town ed il Dulwich Hamlet, club semiprofessionistici londinesi militanti nella Athenian League.

### Nazionale
Venne convocato nella nazionale britannica ai Giochi Olimpici del 1960, nei quali ha giocato 2 partite.

## Palmarès

### Club

#### Competizioni nazionali
- Scottish Championship: 1

Queen's Park: 1955-1956